# Bayi Rockets
I Bayi Rockets sono stati una società cestistica avente sede a Ningbo, in Cina. Fondata nel 1995, ha giocato nel campionato cinese fino al 2020, anno in cui la lega ha annunciato la sua esclusione dal successivo campionato.
È stata la società dell'Esercito Popolare di Liberazione.

## Palmarès
- Campionati cinesi: 8

1996, 1997, 1998, 1999, 2000, 2001, 2003, 2007